# Lobera de Onsella
Lobera de Onsella ist ein Ort und eine Gemeinde (municipio) in der Provinz Saragossa in der Autonomen Region Aragón in Spanien. 2024 hatte die Gemeinde 27 Einwohner. 

## Lage
Lobera de Onsella liegt etwa 105 Kilometer nordnordwestlich im Pyrenäenvorland im Getreideanbaugebiet der Comarca Cinco Villas in einer Höhe von 670 m am Río Onsella. 

## Bevölkerungsentwicklung
Demographische Daten für Lobera de Onsella von 1900 bis 2021:
| 1900 | 1910 | 1920 | 1930 | 1940 | 1950 | 1960 | 1970 | 1981 | 1991 | 2001 | 2011 | 2021 |
| ---- | ---- | ---- | ---- | ---- | ---- | ---- | ---- | ---- | ---- | ---- | ---- | ---- |
| 496  | 518  | 561  | 507  | 501  | 503  | 196  | 233  | 103  | 62   | 54   | 36   | 25   |

## Sehenswürdigkeiten
- Himmelfahrtskirche (Iglesia de la Asunción)
- Johanneskapelle (Ermita de San Juan)

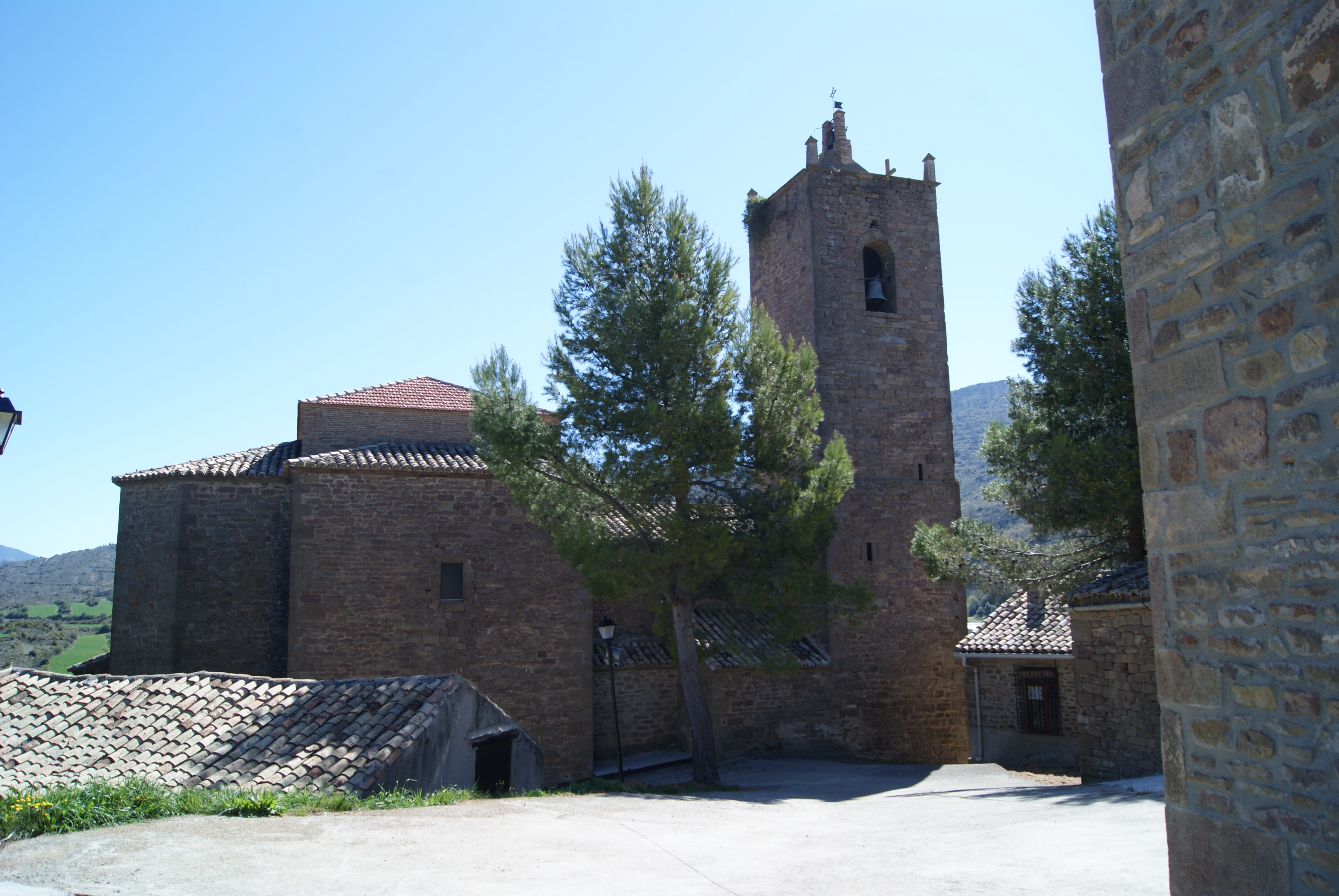
Himmelfahrtskirche
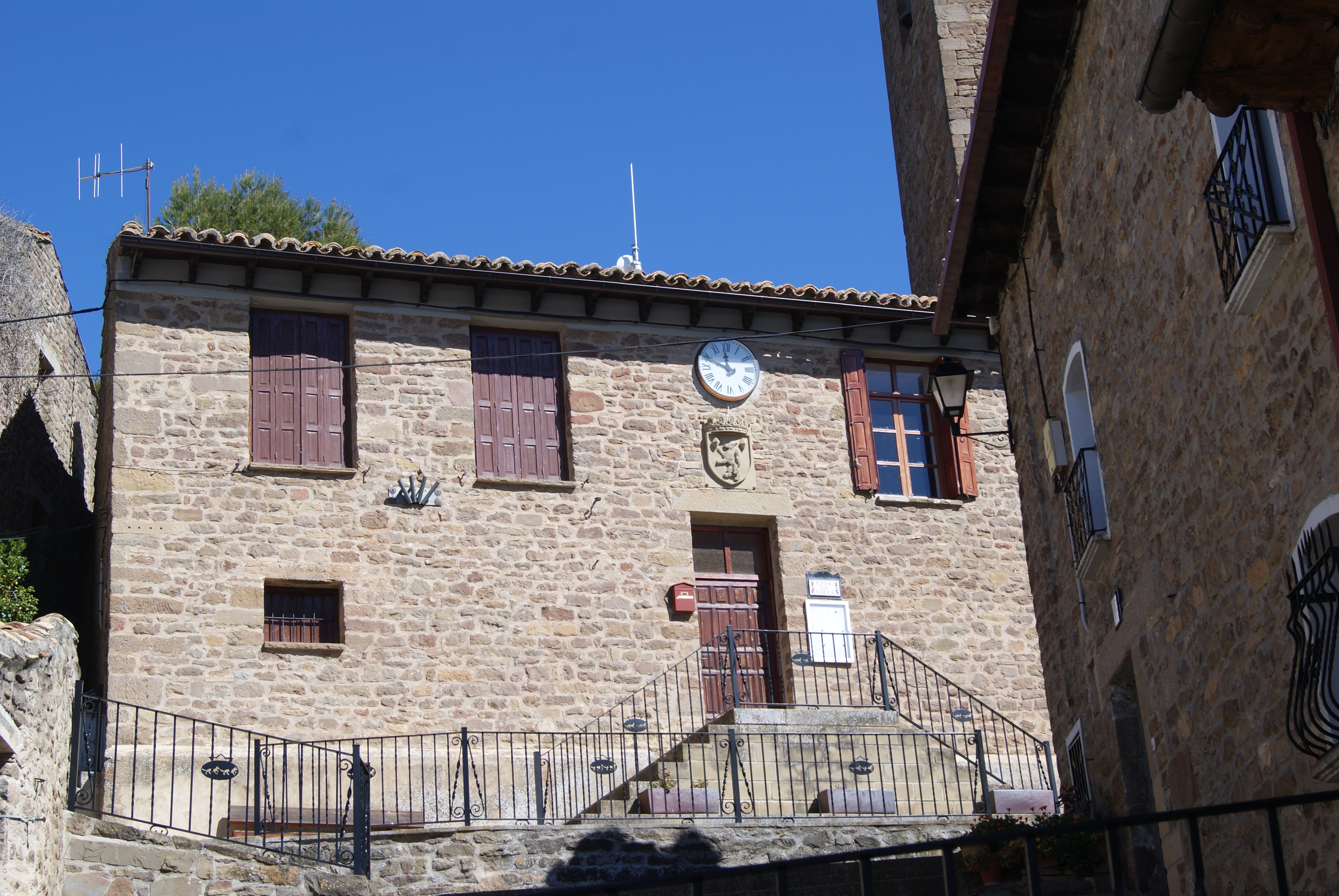
Rathaus